# Système réticulaire rhomboédrique

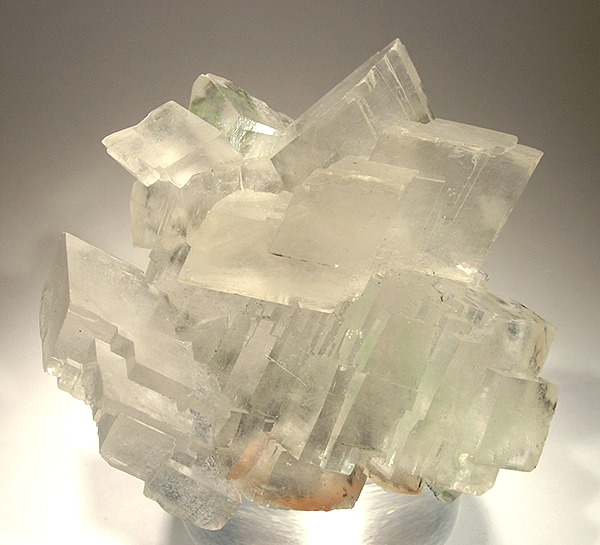
Calcite de Tsumeb, en Namibie.

Maille rhomboédrique dans un réseau hexagonal.

En cristallographie, le système réticulaire rhomboédrique est l'une des sept catégories de classement des cristaux dans l'espace tridimensionnel à partir de la maille élémentaire de leur réseau de Bravais. Il regroupe les réseaux dont la maille conventionnelle est un trapézoèdre trigonal (a = b = c avec α = β = γ ≠ 90°) et est sous-jacent au système cristallin trigonal qui forme, avec le système cristallin hexagonal, la famille cristalline hexagonale. Le réseau rhomboédrique s'obtient en déformant un réseau cubique le long de l'une de ses diagonales de volume, de telle sorte que le cube devient un rhomboèdre, et plus précisément un trapézoèdre trigonal.
| Réseau de Bravais  | Rhomboédrique |
| ------------------ | ------------- |
| Symbole de Pearson | hR            |
| Maille cristalline | Rhomboédrique |

Le réseau rhomboédrique est communément décrit soit par une maille primitive en forme de rhomboèdre, soit par une maille hexagonale triple, qui contient deux nœuds le long de la grande diagonale.